# Berber bozótgébics
A berber bozótgébics (Laniarius barbarus) a madarak osztályának verébalakúak (Passeriformes) rendjébe és a bokorgébicsfélék (Malaconotidae) családjába tartozó faj.

## Rendszerezése
A fajt Carl von Linné svéd természettudós írta le 1879-ben, a Lanius nembe  Lanius barbarus néven.

## Alfajai
- Laniarius barbarus barbarus (Linnaeus, 1766)
- Laniarius barbarus helenae Kelsall, 1913[2]

## Előfordulása
Afrika nyugati és középső részén, Benin, Bissau-Guinea, Burkina Faso, Csád, Elefántcsontpart, Gambia, Ghána, Guinea, Libéria, Kamerun, Mali, Mauritánia, Niger, Nigéria, Szenegál, Sierra Leone és Togo területén honos. Természetes élőhelyei a szubtrópusi és trópusi mangroveerdő, szavannák és cserjések, folyók és patakok környéke. Állandó, nem vonuló faj.

## Megjelenése
Testhossza 23 centiméter.
|  |

## Természetvédelmi helyzete
Az elterjedési területe nagyon nagy, egyedszáma pedig stabil. A Természetvédelmi Világszövetség Vörös listáján nem fenyegetett fajként szerepel.